# (12147) Bramante
(12147) Bramante ist ein Asteroid des inneren Hauptgürtels, der am 24. September 1960 von dem niederländischen Astronomenehepaar Cornelis Johannes van Houten und Ingrid van Houten-Groeneveld entdeckt wurde. Die Entdeckung geschah im Rahmen des Palomar-Leiden-Surveys, bei dem von Tom Gehrels mit dem 120-cm-Oschin-Schmidt-Teleskop des Palomar-Observatoriums aufgenommene Feldplatten an der Universität Leiden durchmustert wurden.
Der mittlere Durchmesser des Asteroiden wurde mit 4,709 (±0,067) km berechnet, die Albedo mit 0,126 (±0,026).
Der Asteroid wurde am 28. November 2010 nach dem italienischen Architekten der Hochrenaissance Donato Bramante (1444–1514) benannt, der unter anderem in Rom den Petersdom entwarf. Schon 1976 war ein Einschlagkrater auf der südlichen Hemisphäre des Planeten Merkur nach Donato Bramante benannt worden: Merkurkrater Bramante.